# Annopol

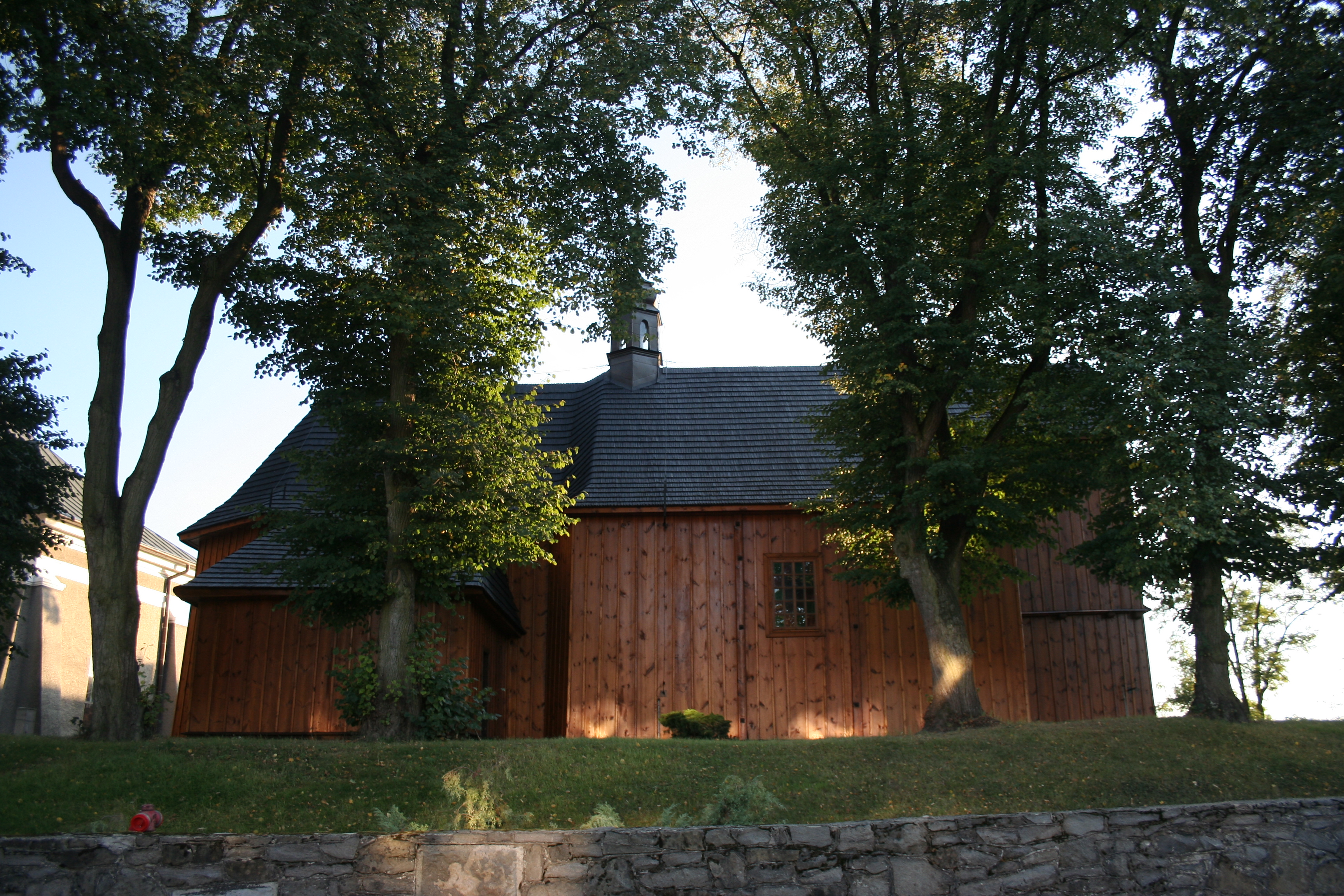
St. Joakim och Annas kyrka.

Annopols placering i Polen

Annopol är en liten stad i sydöstra Polen med 2 679 (2004) invånare, i Kraśnicki. Den ligger i Lublins vojvodskap (sedan 1999). Annopol är känt som födelseplats för Dorota Barbara Jabłonowska, fru till furst Józef Klemens Czartoryski (1760-1844).

## Historia
Annopol fick stadsrättigheter 1761, förlorade dessa 1869 och återfick dem 1969.
Stadsvapnet avbildar St Anna, stadens skyddshelgon (namnet betyder Annas stad från grekiskans polis).